# Lawitz
Lawitz er en by i landkreis Oder-Spree i den tyske delstat Brandenburg.